# Zbiór asyski
Zbiór asyski (skrót: ZbA, łac. Compilatio assisiensis, także Legenda perusina) – biografia św. Franciszka z Asyżu napisana po łacinie i przekazana na podstawie manuskryptu znajdującego się w Bibliotece Miejskiej w Perugii.

## KodeksMs. 1046
W Bibliotece Miejskiej w Perugii zidentyfikowany został w 1922 roku przez Ferdinanda Delormego pergaminowy kodeks oznaczony siglum Ms. 1046. Ma on wymiary 230 × 173 mm, przy czym tekst zapisany został w dwóch kolumnach. Każda kolumna liczy 43 wiersze. Pierwotnie kodeks składał się z 21 jednostek (zeszytów). Do czasów obecnych zachowało się 16. Na podstawie charakterystycznego oznakowania stron, autorstwa brata Giovaniego di Iolo, zdołano ustalić, iż w 1381 roku kodeks należał do księgozbioru franciszkańskiej wspólnoty w Sacro Convento w Asyżu. Z Asyżu kodeks trafił do biblioteki klasztoru Monteripido w Perugii, a następnie, w momencie likwidacji wspólnot zakonnych, do Biblioteki Miejskiej.
Rękopis zawiera: Regułę św. Franciszka, bullę i orzeczenie papieży o przywilejach udzielonych Zakonowi Braci Mniejszych, Życiorys większy oraz Starą legendę (łac. Legenda antiqua).

## Autorstwo i tytuł
Wśród badaczy dominują trzy teorie dotyczące autorstwa i daty powstania kompilacji stanowiącej ostatnią część kodeksu – Legenda antiqua:
1. Autorem był brat Leon, jeden z pierwszych towarzyszy Biedaczyny. Tekst stanowi kompilację przygotowaną na prośbę generała Krescencjusza z Jesi w 1246 roku.
2. Autorem był brat Leon, kompilacja jednak powstała później, ale przed 1271 rokiem.
3. Zdaniem odkrywcy Ferdinanda Delormego, kompilacja powstała między 21 marca 1310 a 6 maja 1312 roku.

Przyjęty w najnowszych wydaniach tytuł Zbiór asysyki (łac. Compilatio assisiensis) wprowadzony został przez o. Marino Bigaroniego. Zdaniem badacza dzieło powstało w Asyżu i znajdowało się tam przynajmniej do 1381 roku.

## Znaczenie
Zbiór asyski, chociaż napisany po łacinie, nie należy do tekstów oficjalnych, powstałych na zamówienie władz kościelnych czy zakonnych. Autor nie stara się zachować konkretnej chronologii. Przytacza fakty, ale ma tendencję do dygresji. Mówi o minionej epoce, jakby przeciwstawiając ją czasom i sytuacji sobie współczesnej. Być może jest starszą osobą (brat Leon). Zapewne był naocznym świadkiem. Zdaniem o. Cecyliana Niezgody Zbiór asyski właściwie nie jest biografią samego Franciszka, ale raczej historią początków Zakonu Braci Mniejszych: „instytucja, fundacja i zatwierdzenie, wpisane w życie założyciela i jego naśladowców”.

## Treść
Redaktorzy edycji włoskiej nadali poszczególnym „rozdziałom” następujące tytuły:
| - Pokuta i dyskrecja - Surowy dla siebie, delikatny z braćmi - Pochwała żebrania - Nie martwcie się o jutro! - Delikatność w stosunku do chorego - Respektowanie prywatności - Kuszony brat - Otrzymanie Porcjunkuli - Porcjunkula wzorem dla zakonu - Dom wzniesiony przez magistrat - Dom wzniesiony przez generała - Nie ma własnej celi - Osiedlanie się braci - Testament - Sprzątanie kościołów - Powołanie brata Jana - Fałszywe powołanie - Pokusa i pokój - U stołu z trędowatym - Wizja brata Pacyfika - Anielska cytra - Winnica księdza w Rieti - Obiad dla medyka - Proroctwo o nawróceniu męża - Niedojrzały kandydat - Pyszna ryba - Oschłość brata Leonarda - Błogosławienie brata - Świąteczny obiad w Greccio - Odwiedziny kardynała Hugolina - Cnoty i wady w Greccio - Zapowiedź wojny w Perugii - Skuteczność modlitwy świętego - Choroby świętego - Księga krzyża - Zobaczcie żarłoka - Przeciw udawaniu - Przebłysk próżności - Pieśń stworzenia - Zwrotka o przebaczeniu - Kantyk dla klarysek - Niechęć do bycia leczonym - Pan wam odpłaci - Uśmierzenie bólu - Cela w ogniu - Znaki miłości do stworzenia - Szczodrość Franciszka - Tunika dla dwóch braci z Francji - Inne przykłady szczodrości - Płaszcz Idziego - Podarowanie Nowego Testamentu - Uzdrowienie byków - Kanonik Gedeon - Żebrzący rycerze - Pochwała żebrania - U stołu kardynała Hugolina | - Pocałunek kwestarza - Radość ze zbliżającej się śmierci - Odwaga w doświadczeniu - Intencja Franciszka - Bracia mniejsi - Upór niektórych braci - Książki brata ministra - Psałterz nowicjusza - Zbawcza modlitwa - Wiedza napycha, miłość podnosi - Niebezpieczeństwo wiedzy - Tyle się jest, ile się zrobi - Wykorzystywanie i zwodzenie - Dlaczego Franciszek nie reaguje - Przeciw Franciszkowi - Jałowa gadanina - Franciszek woli Francję - Cześć dla Eucharystii - Wypędzenie diabłów z Arezzo - Hugolin przeciwny Francji - Łagodność prawdziwego brata - Siostra cykada - Przykład i wzór - Wybrałem cię z powodu twoich braków - Przykład dla braci - Spotkanie uboższego - Brat nie szanujący ubogiego - Nawróceni złoczyńcy - Fałszywy święty - Diabelskie nękanie - Post na Alwerni - Poduszka z pierza - Gorliwość na brewiarzu - Brat ciało - Radość duchowa - Zapowiedź chwały - Błogosławieństwo dla Asyżu - Siostra śmierć - Ostatnia wizyta Jakobiny - Pokora i ubóstwo - Biskup Terni - Jeszcze o pokorze Franciszka - Rezygnacja z urzędu - Posłuszeństwo świętego - Błogosławieństwo brata Bernarda - Proroctwo dotyczące Bernarda - Pożegnanie z Klarą - Siostry skowronki - Nie jestem złodziejem! - Bez własności - Chrystus zatwierdza regułę - Nie mówcie mi o innych regułach! - Jak traktować kler - Skargi Chrystusa - Ostatnia wieczerza Franciszka |